# Pellenes stepposus
Pellenes stepposus es una especie de araña saltarina del género Pellenes, familia Salticidae. Fue descrita científicamente por Logunov en 1991.
Habita en Kazajistán, Mongolia y Rusia.